# Jutta Köhn
Jutta Köhn (* 14. Mai 1951 in Essen) ist eine deutsche Juristin und ehemalige Staatssekretärin in Nordrhein-Westfalen.

## Biografie
Jutta Köhn studierte Rechts-, Politik- und Verwaltungswissenschaft an den Universitäten von Münster, Genf, Heidelberg und Hamburg sowie an der amerikanischen Harvard-Universität.
Sie war von 1978 bis 1980 als Rechtsanwältin tätig. Anschließend stand sie bis 1991 im Dienst des Bundesministeriums für Forschung und Technologie. 1990 war sie für das Wissenschaftsministerium der DDR mit der Umgründung der Akademie der Wissenschaften der DDR beauftragt.
Köhn wechselte 1991 in den Hamburger Landesdienst. Von 1995 bis 2002 war sie für Hamburg als Senatsdirektorin Bevollmächtigte beim Bund. Die Position der Bevollmächtigten übernahm sie 2002 als Staatssekretärin für Nordrhein-Westfalen. Nach viermonatiger Amtszeit wurde sie 2003 in den einstweiligen Ruhestand versetzt. Sie ist als Rechtsanwältin tätig.
Jutta Köhn gehört der SPD an.